# Speaking in Tongues
Speaking in Tongues je páté studiové album americké hudební skupiny Talking Heads, vydané v roce 1983.

## Seznam skladeb
Autorem všech skladeb je David Byrne.

### Strana A
1. "Burning Down the House" – 4:00
2. "Making Flippy Floppy" – 4:36
3. "Girlfriend Is Better" – 4:25
4. "Slippery People" – 3:30
5. "I Get Wild/Wild Gravity" – 4:06

### Strana B
1. "Swamp" – 5:09
2. "Moon Rocks" – 5:04
3. "Pull Up the Roots" – 5:08
4. "This Must Be the Place (Naive Melody)" – 4:56

## Žebříčky
Album
| Rok  | Žebříček                                  | Pozice |
| ---- | ----------------------------------------- | ------ |
| 1983 | Billboard 200                             | 15     |
| 1983 | Billboard Top R&B/Hip-Hop Albums          | 58     |
| 1983 | Billboard Club Play Singles (All LP Cuts) | 2      |
| 1983 | UK Albums                                 | 21     |

Singly
| Rok  | Skladba                                 | Pozice | Pozice |
| Rok  | Skladba                                 | US     | UK     |
| ---- | --------------------------------------- | ------ | ------ |
| 1983 | "Burning Down the House"                | 9      | —      |
| 1983 | "This Must Be the Place (Naive Melody)" | 62     | 51     |